# 加拿大保护区列表
这个列表包含了加拿大所有的省级/地区公园，以及其他省级/地区级的保护区。

## 阿尔伯塔省
阿尔伯塔的省级公园和保护区由阿尔伯塔公园管理局和阿尔伯塔省政府旅游局管理，其任务是保护阿尔伯塔省的自然景观。 截至2005年12月，阿尔伯塔省共有69个省级公园。

## 英属哥伦比亚省
英属哥伦比亚省的公园和保护区由英属哥伦比亚省环境部管辖。

## 曼尼托巴省
曼尼托巴省的公园和保护区由曼尼托巴省环境保护部负责运营。

## 纽不伦斯威克省
新不伦瑞克的省级公园和保护区由旅游、遗产和文化部负责管辖。

## 纽芬兰和拉布拉多省
纽芬兰和拉布拉多省的公园和保护区由纽芬兰和拉布拉多环保部负责。

## 新斯科舍省
新斯科舍省的省级公园和保护区由新斯科舍省自然资源部负责。

## 安大略省
安大略公园管理局负责安省的省级公园和保护区。

## 爱德华王子岛省
爱德华王子岛省的省级公园和保护区由爱德华王子岛旅游和文化局负责。

## 魁北克省
魁北克的省级公园（称为国家公园）和保护区由魁北克可持续发展、环境和公园管理局（魁北克）下的魁北克户外设施协会管理。

## 萨斯喀彻温省
萨斯喀彻温省的公园和保护区由隶属于旅游、公园、文化和体育厅的萨斯喀彻温公园管理局负责。

## 地区
育空地区的公园和保护区由育空地区环境厅的公园分局维护。
西北地区领土公园和保护区隶属于西北地区工业、旅游和投资厅。
努纳武特地区的公园保护区由努纳武特环境部负责。